# 6879 Хіого
6879 Хіого (6879 Hyogo) — астероїд головного поясу, відкритий 14 жовтня 1994 року.
Тіссеранів параметр щодо Юпітера — 3,176.